# خط والاس

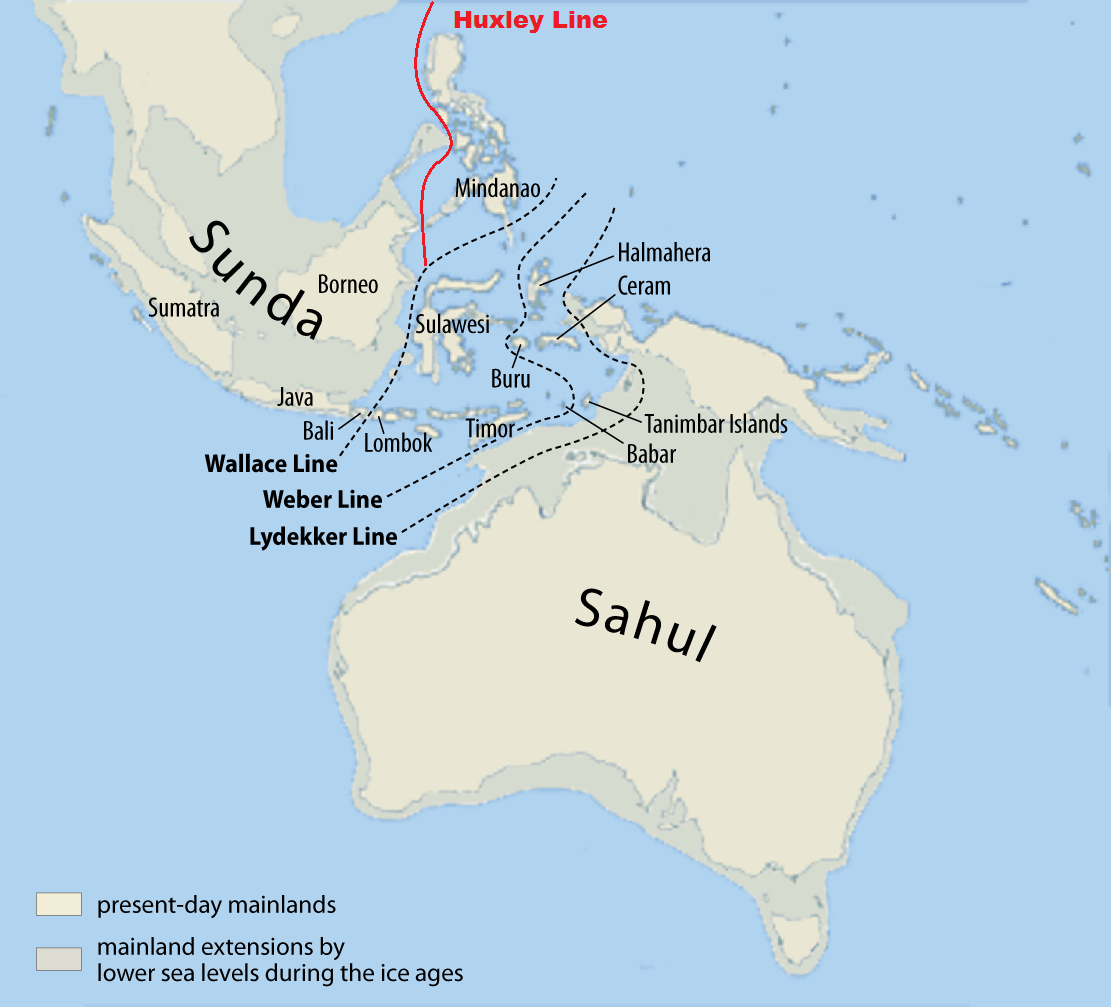
خط والاس گونه‌های جانوری استرالیا و جنوب شرقی آسیا را از هم جدا می‌کند.

خط والاس (Wallace Line, Wallace's Line) یک مرز گونه‌های طبیعی است که در سال ۱۸۵۹ توسط طبیعت‌شناس انگلیسی آلفرد راسل والاس پیشنهاد شد. خط والاس بومگاه گیاهی و جانوری آسیا و والاسه‌آ را از هم جدا می‌کند. منطقه جغرافیای زیستی والاسیا یک منطقه انتقالی بین گونه‌های جانداران در آسیا و استرالیا است. والاس در طول سفر خود را از طریق ایست ایندیز در سدهٔ ۱۹ میلادی متوجه این مرز شفاف طبیعی شد.
خط والاس از طریق اندونزی، بین جزیره بورنئو و سولاوسی (Celebes) و از طریق تنگه لومبوک بین بالی و لومبوک قرار گرفته‌است. فاصله بین بالی و لومبوک کم و حدود ۳۵ کیلومتر (۲۲ مایل) است. توزیع انواع گونه‌های پرندگان وجود مرز طبیعی والاس را آشکار می‌کند؛ چرا که بسیاری از پرندگان حتی با وجود کم عرض بودن آبراهه‌های منطقه، به سمت دیگر عبور نمی‌کنند و در یک سوی خط والاس باقی می‌مانند. برخی از خفاشها در دو سوی خط والاس زندگی می‌کنند اما بیشتر گونه‌های پستانداران تنها در یک سوی خط والاس یافت می‌شوند. نمونهٔ استثنا در این زمینه مکاک دم دراز است. الگوی تفکیکی گونه‌های گیاهی (فلور) در خط والاس به آشکاری پراکندگی گونه‌های جانوری نیست.

## تاریخچه

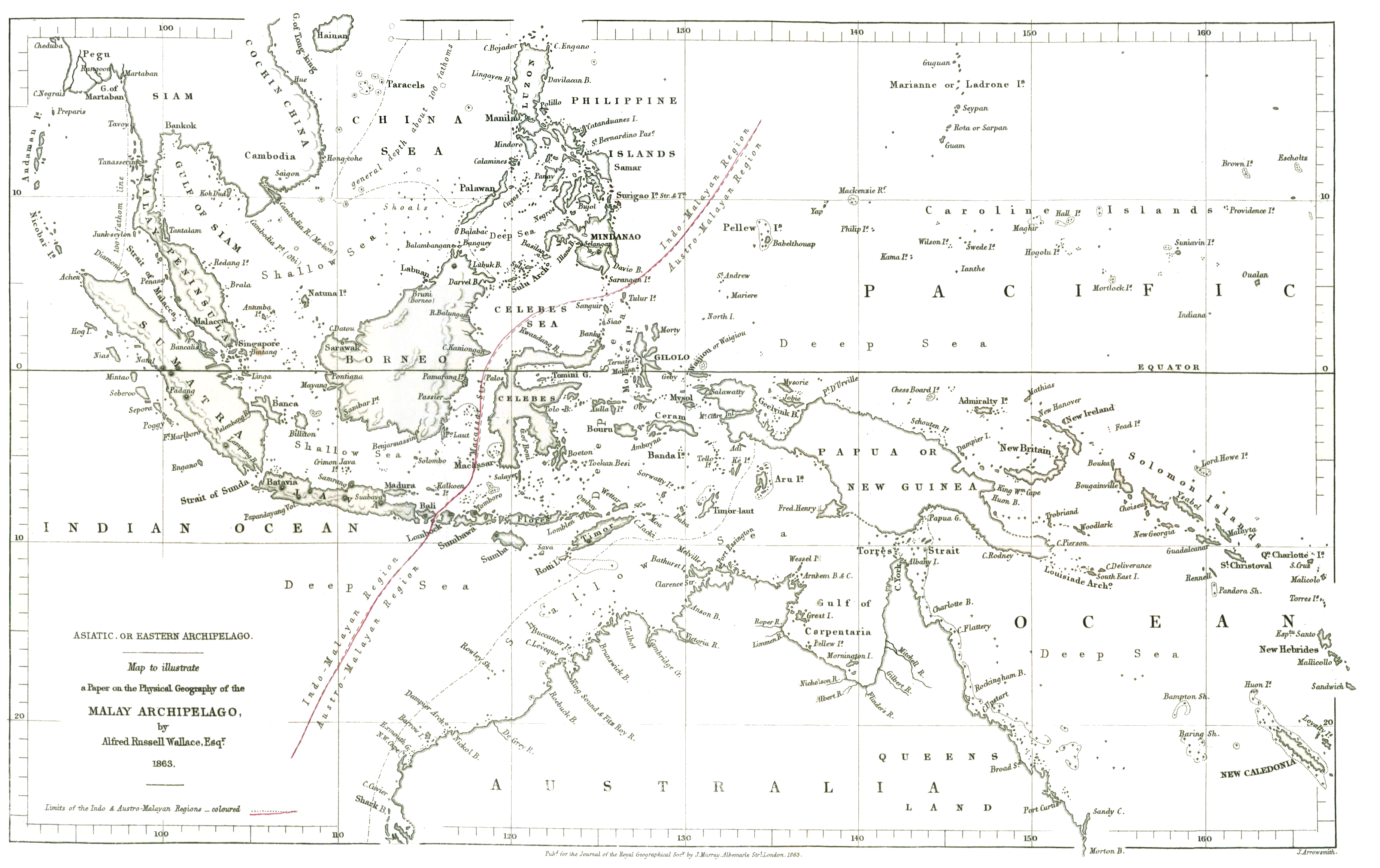
ترسیم اصلی خط والاس از مقاله آلفرد والاس

آنتونیو پیگافتا تضاد بیولوژیکی بین فیلیپین و Maluku Islands (جزایر ملوک یا ادویه) که در دو سوی خط ولاس هستند را در سال ۱۵۲۱ ثبت کرد. در این کشف در سفر فردیناند ماژلان در آن سال و بعد از مرگ ماژلان در ماکتان اتفاق افتاد. والاس بر اساس تجربه عمیقی که از سفرهای بسیار در منطقه داشت، پیشنهاد یک خط به شرق بالی پس از کل جزایر شرق جاوه و جزیره بورنئو را ارائه داد.  عنوان «خط والاس» برای اولین بار توسط توماس هاکسلی در سال ۱۸۶۸ در مقاله‌ای به انجمن جانورشناسی لندن پیشنهاد شد که تفاوت‌هایی با آنچه که والاس گفته بود داشت.

## جغرافیای زیستی

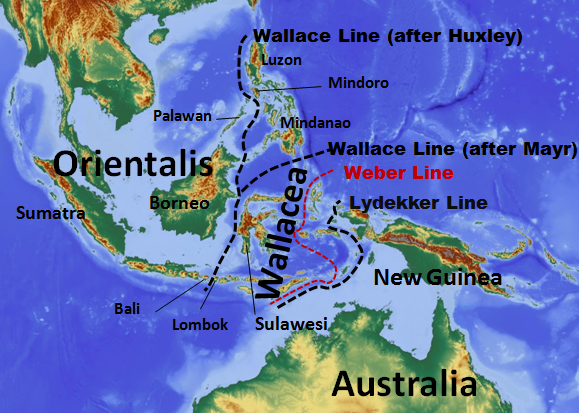
ناحیه والاسه آ (Wallacea) بین خط والاسو خط لیدکر (Lydekker) قرار دارد.

درک درست از جغرافیای زیستی منطقه بستگی به مطالعه وضعیت سطح دریا در فلات قاره در دوران باستان دارد.
در عصر یخبندان وقتی که سطح آب اقیانوسها تا ۱۲۰ متر کمتر از سطح امروزی بوده، دو قاره آسیا و استرالیا از طریق شبکه‌ای از جزایر موجود در فلات قاره‌های دو قاره (برخی جزایر پاسیفیک) به هم متصل بوده‌اند. اما آب‌های عمیق سطوح پائین‌تر، یک مرز طبیعی بوده که دستِ‌کم ۵۰ میلیون سال دو قاره را از هم جدا کرده‌است.

## ویرایش و یادداشت‌ها
1. ↑  Van Welzen, P. C.; Parnell, J. A. N.; Slik, J. W. F. (2011). "Wallace's Line and plant distributions: Two or three phytogeographical areas and where to group Java?". Biological Journal of the Linnean Society. 103 (3): 531–545. doi:10.1111/j.1095-8312.2011.01647.x.
2. ↑  Wallace 1863, p. 231.
3. ↑  Huxley, T. H. (1868). "On the Classification and Distribution of the Alectoromorphae and Heteromorphae". Proceedings of the Zoological Society of London: 294–319. Retrieved Apr 25, 2015.
4. ↑  Camerini, Jane R. (1993). "Evolution, Biogeography, and Maps". Isis. 84: 700–727. doi:10.1086/356637.
5. ↑  Mayr, E. (1944), "Wallace's Line in the Light of Recent Zoogeographic Studies", The Quarterly Review of Biology, 19 (1): 1–14, doi:10.1086/394684, JSTOR 2808563 {{citation}}: More than one of |DOI= و |doi= specified (help); More than one of |JSTOR= و |jstor= specified (help)